# Rik Reinerink
Rik Reinerink (Harbrinkhoek, 21 mei 1973) is een Nederlands voormalig wielrenner en was in het jaar 2017 koersdirecteur van de Ronde van Overijssel.

## Carrière
Vanaf 2018 werd Reinerink ploegleider bij het VolkerWessels Cycling Team. Een Nederlands Continental Team, uitkomend in de UCI Europe Tour. In 2023 stapte hij over naar het ProTeam Q36.5 Pro Cycling Team waar hij tot en met 2024 werkzaam was.

## Belangrijkste resultaten
1996
- Ronde van Zuid-Holland

1999
- Ster van Zwolle
- etappe Olympia's Tour
- puntenklassement Olympia's Tour
- 1e etappe Prueba Challenge / Lloret de Mar

2002
- etappe Ster Elektra Tour
- Lede
- 3e CSC-Classic
- 2e Omloop van de Kempen
- winnaar sprintklassement Ronde van Zweden

2003
- 5e etappe Ronde van Nederland
- 3e eindklassement Ster Elektra Tour
- winnaar Bergklassement Ster Elektra Tour
- winnaar Almelo
- 4e eindklassement Circuit Franco-Belge

2004
- Noord-Nederland Tour
- 7e Parijs-Brussel

2005
- 1e Textielprijs Vichte
- 3e Beneden Maas Tour
- 5e Delta Ronde Zeeland

2006
- 2e Midtbank Classic

## Resultaten in voornaamste wedstrijden
| Jaar | Gent-Wevelgem | Parijs-Roubaix | Amstel Gold Race | Parijs-Brussel |  | WK op de weg |
| ---- | ------------- | -------------- | ---------------- | -------------- |  | ------------ |
| 2003 |               |                |                  |                |  | opgave       |
| 2004 |               |                |                  | 7e             |  |              |
| 2005 |               |                |                  | 20e            |  |              |
| 2006 | 75e           | 105e           | opgave           |                |  |              |

Wielerploegen van Rik Reinerink
Blaudzun ·
van Bon ·
Boogerd ·
Boven ·
Breukink ·
Bruyneel ·
Dekker ·
Groenendaal ·
Jekimov ·
Luppes ·
McEwen ·
Moerenhout · 
Nelissen ·
Piziks ·
van der Poel ·
Sørensen ·
Van Hooydonck (tot 30/04) ·
Vierhouten ·
Vogels ·

Hiemstra (stagiair) ·
Reinerink (stagiair) 
1997–1998: Geen professionele ploeg, actief als amateur
Benjamin ·
van Bon ·
Bruinsma ·
Cerneus ·
Jeurissen ·
Kemna ·
Lust ·
Nijland ·
Reinerink ·
van Schalen ·
Sidarenko (vanaf 01/04) ·
Talen ·
van Velzen · 
Ypenburg
Bruinsma ·
Jeurissen ·
Kemna ·
van de Meulenhof ·
Omloop ·
Reinerink ·
van Schalen ·
Teutenberg ·
van Velzen · 
Ypenburg
De Neef ·
Desmet ·
van Dijk ·
Hiemstra ·
Kemna ·
Omloop ·
Reinerink ·
Schmitz ·
van Steen ·
Sweet ·
van Velzen · 
van der Ven ·
Voskamp ·
Vries
Al ·
van Dooren ·
Hiemstra ·
Kemna ·
van der Kooij ·
Löwik ·
Reinerink ·
Schmitz ·
Sweet ·
van Velzen · 
van der Ven ·
Voskamp ·
Vries
Blijlevens ·
Hiemstra ·
Kemna ·
Koerts ·
van der Kooij ·
Löwik ·
Pronk ·
Reinerink ·
Schmitz ·
Smink ·
van Velzen · 
van der Ven ·
Voskamp ·
Vries
Abe ·
Bos ·
ten Dam ·
Doi ·
Hirose ·
Kano ·
van Katwijk ·
Kemna ·
Nodera ·
Ouchi ·
Reinerink ·
Schumacher ·
Shinagawa ·
Smink ·
Tsuji ·
van der Wal ·
Yamamoto
Abe ·
Doi ·
Fang ·
Goesinnen ·
Hirose ·
van Hummel ·
Jin ·
Kano ·
Langeveld ·
Martens ·
Meschenmoser ·
Nodera ·
Ouchi ·
Reinerink ·
Rooijakkers ·
Shinagawa ·
Tjallingii ·
Tsuji ·
Vierhouten · 
Wallaard ·
Weissinger · 
Yamamoto · 

Deroo (stagiair) 